# Expo 85 (Plovdiv)
De Expo 85 was een wereldtentoonstelling die in 1985 in de Bulgaarse stad Plovdiv werd gehouden. De gespecialiseerde tentoonstelling was de 24e die door het Bureau International des Expositions werd erkend en de tweede die in Plovdiv werd gehouden. In 1985 werden de scheppingen van jonge uitvinders onder de aandacht gebracht.